# Campeonato Mundial de Natação em Piscina Curta de 2018 - 100 m borboleta feminino
A prova dos 100 metros nado borboleta feminino do Campeonato Mundial de Natação em Piscina Curta de 2018 foi disputado entre os dias 15 e 16 de dezembro de 2018, no Hangzhou Sports Park Stadium, em Hangzhou, na China. 

## Recordes
Antes desta competição, os recordes mundiais e do campeonato nesta prova eram os seguintes:
|                       | Nome           | Nacionalidade | Tempo | Local | Data                  |
| --------------------- | -------------- | ------------- | ----- | ----- | --------------------- |
| Recorde mundial       | Sarah Sjöström | Suécia        | 54.61 | Doha  | 7 de dezembro de 2014 |
| Recorde do campeonato | Sarah Sjöström | Suécia        | 54.61 | Doha  | 7 de dezembro de 2014 |

## Medalhistas
| Ouro               | Prata                | Bronze            |
| Kelsi Dahlia (USA) | Kendyl Stewart (USA) | Daiene Dias (BRA) |

## Resultados

### Eliminatórias
As eliminatórias ocorreram dia 15 de dezembro com um total de 47 nadadoras. 
| Colocação | Bateria | Raia | Nadadora               | Nacionalidade        | Tempo   | Notas |
| --------- | ------- | ---- | ---------------------- | -------------------- | ------- | ----- |
| 1         | 5       | 4    | Kelsi Dahlia           | Estados Unidos       | 55.46   | Q     |
| 2         | 4       | 6    | Ai Soma                | Japão                | 56.52   | Q     |
| 3         | 5       | 2    | Kendyl Stewart         | Estados Unidos       | 56.57   | Q     |
| 4         | 3       | 3    | Elena Di Liddo         | Itália               | 56.62   | Q     |
| 5         | 3       | 5    | Daiene Dias            | Brasil               | 56.78   | Q     |
| 6         | 5       | 5    | Ilaria Bianchi         | Itália               | 56.85   | Q     |
| 7         | 5       | 9    | Haley Black            | Canadá               | 57.10   | Q     |
| 8         | 5       | 6    | Wang Yichun            | China                | 57.12   | Q     |
| 9         | 4       | 4    | Zhang Yufei            | China                | 57.21   | Q     |
| 10        | 4       | 5    | Aliena Schmidtke       | Alemanha             | 57.23   | Q     |
| 11        | 3       | 4    | Svetlana Chimrova      | Rússia               | 57.36   | Q     |
| 12        | 3       | 6    | Yukina Hirayama        | Japão                | 57.59   | Q     |
| 13        | 3       | 2    | Anna Ntountounaki      | Grécia               | 57.64   | Q     |
| 14        | 4       | 3    | Kim Busch              | Países Baixos        | 57.76   | Q     |
| 15        | 4       | 7    | Anastasiya Shkurdai    | Bielorrússia         | 58.10   | Q     |
| 16        | 5       | 8    | Park Ye-rin            | Coreia do Sul        | 58.22   | Q     |
| 17        | 3       | 7    | Emilie Løvberg         | Noruega              | 58.24   |       |
| 18        | 5       | 7    | Erin Gallagher         | África do Sul        | 58.29   |       |
| 19        | 4       | 1    | Alexandra Touretski    | Suíça                | 58.34   |       |
| 20        | 4       | 0    | Amina Kajtaz           | Bósnia e Herzegovina | 58.78   |       |
| 21        | 4       | 2    | Daria Kartashova       | Rússia               | 58.86   |       |
| 22        | 5       | 1    | Chan Kin Lok           | Hong Kong            | 58.89   |       |
| 23        | 3       | 1    | Lucie Svěcená          | Chéquia              | 59.00   |       |
| 24        | 5       | 0    | Ana Monteiro           | Portugal             | 59.27   |       |
| 25        | 3       | 0    | Isabella Páez          | Venezuela            | 59.69   |       |
| 26        | 3       | 8    | Nida Eliz Üstündağ     | Turquia              | 59.79   |       |
| 27        | 4       | 8    | Nicholle Toh           | Singapura            | 1:00.20 |       |
| 28        | 2       | 5    | Celina Márquez         | El Salvador          | 1:00.60 |       |
| 29        | 4       | 9    | Vanessa Ouwehand       | Nova Zelândia        | 1:01.46 |       |
| 30        | 2       | 3    | Elodie Poo-cheong      | Ilhas Maurícias      | 1:02.08 |       |
| 31        | 2       | 4    | Beatriz Padrón         | Costa Rica           | 1:02.15 |       |
| 32        | 3       | 9    | Alexandra Schegoleva   | Chipre               | 1:02.62 |       |
| 33        | 1       | 6    | Huang Mei-chien        | Taipé Chinesa        | 1:02.96 |       |
| 34        | 2       | 6    | Alsu Bayramova         | Azerbaijão           | 1:03.14 |       |
| 35        | 2       | 2    | Hiba Doueihy           | Líbano               | 1:03.51 |       |
| 36        | 2       | 7    | Imara-Bella Thorpe     | Quênia               | 1:03.62 |       |
| 37        | 1       | 1    | Karla Abarca           | Nicarágua            | 1:04.09 |       |
| 38        | 1       | 7    | Bisma Khan             | Paquistão            | 1:04.87 |       |
| 39        | 2       | 1    | Michell Ramirez        | Honduras             | 1:05.39 |       |
| 40        | 1       | 2    | Dirngulbai Misech      | Palau                | 1:08.44 |       |
| 40        | 2       | 8    | Lara Aklouk            | Jordânia             | 1:08.44 |       |
| 42        | 1       | 4    | Avice Meya             | Uganda               | 1:12.97 |       |
| 43        | 2       | 9    | Mineri Kurotori Gomez  | Guam                 | 1:15.52 |       |
| 44        | 2       | 0    | Celina Itatiro         | Tanzânia             | 1:21.26 |       |
| 45        | 1       | 5    | Aishath Sausan         | Maldivas             | 1:23.16 |       |
| 69        | 1       | 3    | Lucie Kouadio-Patinier | Costa do Marfim      | DNS     |       |
| 69        | 5       | 3    | Katinka Hosszú         | Hungria              | DNS     |       |

### Semifinal
A semifinal ocorreu dia 15 de dezembro. 
Semifinal 1
| Colocação | Raia | Nadadora         | Nacionalidade | Tempo | Notas |
| --------- | ---- | ---------------- | ------------- | ----- | ----- |
| 1         | 5    | Elena di Liddo   | Itália        | 56.06 | Q     |
| 2         | 4    | Ai Soma          | Japão         | 56.31 | Q     |
| 3         | 3    | Ilaria Bianchi   | Itália        | 56.79 | Q     |
| 4         | 6    | Wang Yichun      | China         | 56.80 | Q     |
| 5         | 7    | Yukina Hirayama  | Japão         | 57.10 | R     |
| 6         | 2    | Aliena Schmidtke | Alemanha      | 57.27 |       |
| 7         | 1    | Kim Busch        | Países Baixos | 57.63 |       |
| 8         | 8    | Park Ye-rin      | Coreia do Sul | 58.21 |       |

Semifinal 2
| Colocação | Raia | Nadadora            | Nacionalidade  | Tempo | Notas |
| --------- | ---- | ------------------- | -------------- | ----- | ----- |
| 1         | 4    | Kelsi Dahlia        | Estados Unidos | 55.09 | Q     |
| 2         | 3    | Daiene Dias         | Brasil         | 56.40 | Q,    |
| 3         | 5    | Kendyl Stewart      | Estados Unidos | 56.62 | Q     |
| 4         | 2    | Zhang Yufei         | China          | 56.77 | Q     |
| 5         | 6    | Haley Black         | Canadá         | 56.91 | R     |
| 6         | 8    | Anastasiya Shkurdai | Bielorrússia   | 57.20 |       |
| 7         | 1    | Anna Ntountounaki   | Grécia         | 57.48 |       |
| 8         | 7    | Svetlana Chimrova   | Rússia         | 58.27 |       |

### Final
A final foi realizada em 16 de dezembro. 
| Colocação         | Raia | Nadadora       | Nacionalidade  | Tempo | Notas                 |
| ----------------- | ---- | -------------- | -------------- | ----- | --------------------- |
| Medalha de ouro   | 4    | Kelsi Dahlia   | Estados Unidos | 55.01 |                       |
| Medalha de prata  | 2    | Kendyl Stewart | Estados Unidos | 56.22 |                       |
| Medalha de bronze | 6    | Daiene Dias    | Brasil         | 56.31 | Recorde sul-americano |
| 4                 | 7    | Ilaria Bianchi | Itália         | 56.39 |                       |
| 5                 | 5    | Elena di Liddo | Itália         | 56.50 |                       |
| 6                 | 8    | Haley Black    | Canadá         | 56.72 |                       |
| 7                 | 3    | Ai Soma        | Japão          | 56.76 |                       |
| 8                 | 1    | Wang Yichun    | China          | 56.96 |                       |

Legenda
| Recorde mundial       | Recorde mundial (World record)               |                       | Recorde africano                      | Recorde africano (African) |                                           | Q | Classificado por posição (Qualified) |
| Recorde do campeonato | Recorde do campeonato (Championship record)  | Recorde da América    | Recorde da América (Americas)         | q                          | Classificado por melhor tempo (Qualified) |   |                                      |
| Melhor marca do ano   | Melhor marca do ano (World leading)          | Recorde asiático      | Recorde asiático (Asian)              | DNS                        | Não largou (Did not start)                |   |                                      |
| Recorde nacional      | Recorde nacional (National record)           | Recorde europeu       | Recorde europeu (European)            | DNF                        | Não terminou (Did not finish)             |   |                                      |
| Recorde pessoal       | Recorde pessoal do atleta (Personal best)    | Recorde da Oceania    | Recorde da Oceania (Oceania)          | DSQ / DQ                   | Desclassificado (Disqualified)            |   |                                      |
| Recorde da temporada  | Recorde da temporada do atleta (Season best) | Recorde sul-americano | Recorde sul-americano (South America) | NM                         | Sem marca (No mark)                       |   |                                      |